# أليس مروحي
الأليس المروحي (باللاتينية: Alyssum samariferum) نوع نباتي يتبع جنس الأليس من الفصيلة الكرنبية.

## البيئة والانتشار
موطنه بلاد الشام وتركيا.